# 1435 Garlena
1435 Garlena (1936 WE) là một tiểu hành tinh vành đai chính được phát hiện ngày 23 tháng 11 năm 1936 bởi Reinmuth, K. ở Heidelberg.